# Erta
Erta (norwegisch für Erbse) ist ein 1040 m hoher Nunatak im ostantarktischen Königin-Maud-Land. Im Gebirge Sør Rondane ragt er zwischen dem Austhamaren und dem Bulken im nördlichen Abschnitt des Bulkisen auf.
Wissenschaftler des Norwegischen Polarinstituts benannten ihn 1973.